# Deutsche Post
Deutsche Post AG er navnet på det tidligere statsejede tyske postvæsen, som i dag er en privatejet børsnoteret post- og transportkoncern med hovedsæde i Bonn. Deutsche Post er verdens største distributionsvirksomhed med aktiviteter i over 220 lande. 
Koncernen, der udadtil også kendes som Deutsche Post DHL, omsætter for 55,1 milliarder euro og beskæftiger over 435.000 medarbejdere.
Deutsche Post blev dannet ved en reform i 1995, hvor Deutsche Bundespost blev opdelt i tre selskaber; Deutsche Post, Deutsche Telekom og Postbank. Efterfølgende blev selskaberne privatiseret, og siden noteringen af de i alt på 1.209.015.874 aktier på Frankfurter Wertpapierbörse i 2000 har ejerskabet været blandet, således at staten i dag ejer 30,5 procent af aktierne gennem KfW Bankengruppe, mens de resterende 69,5 procent ejes af diverse aktionærer, hvoraf størstedelen er institutionelle.
Siden 1995 har Deutsche Post ekspanderet kraftigt, bl.a. gennem opkøb af DHL og Danzas. Opkøbet af DHL påbegyndtes i 1998 og fuldendtes i 2002. I 2004 var det fremme, at Deutsche Post havde kig på at købe en fjerdedel af Post Danmark, men det blev ikke til noget. Derimod overtog Post Danmark en del af DHL's aktiviteter indenfor pakker i Danmark. 